# Лесото на летних Олимпийских играх 1972
Лесото принимала участие в Летних Олимпийских играх 1972 года в Мюнхене (ФРГ), но не завоевала ни одной медали. Это было первое участие страны в Олимпийских играх. Делегация Лесото состояла из одного спринтера Мотсапи Моороси. Он участвовал в двух соревнованиях, выбыв в первом раунде на дистанции 100 метров и выйдя в четвертьфинал на дистанции 200 метров.

## Подготовка
Национальный олимпийский комитет Лесото был признан Международным олимпийским комитетом 1 января 1972 года. Олимпийские игры в Мюнхене были их первым выступлением на Олимпийских соревнованиях, с тех пор они участвовали во всех летних Олимпийских играх, за исключением Игр 1976 года в Монреале. Страна ещё не дебютировала на зимних Олимпийских играх, и её спортсмены ни разу не завоёвывали олимпийских медалей. Летние Олимпийские игры 1972 года проходили с 26 августа по 11 сентября 1972 года; в Играх приняли участие в общей сложности 7134 спортсмена, представляющих 121 Национальный олимпийский комитет. В их числе был и легкоатлет Мотсапи Моороси — единственный спортсмен, которого Лесото отправило в Мюнхен. Он и стал знаменосцем Лесото на церемонии открытия.

## Лёгкая атлетика
Мотсапи Моороси было 27 лет во время Олимпийских игр в Мюнхене, и это было его единственное олимпийское выступление. 31 августа он принял участие в первом забеге на 100 метров среди мужчин и попал в шестой забег. Он закончил гонку со временем 10,74 секунды, шестым из семи в своём забеге, и не смог продвинуться дальше в соревновании. Золотую медаль в итоге завоевал за 10,14 секунды Валерий Борзов из Советского Союза, серебряную медаль завоевал Роберт Тейлор из Соединенных Штатов, а бронзу взял Леннокс Миллер из Ямайки.
Забег на 200 метров проходил 3-4 сентября. В первом раунде Моороси попал в третий забег, который он финишировал со временем 21,15 секунды, четвёртым из семи участников в этом забеге, чего было достаточно, чтобы он вышел в четвертьфинал. В четвертьфинале он попал в четвёртый забег и финишировал со временем 20,90 секунды. Это поставило его на пятое место из семи участников забега, и он выбыл, так как только тройка лучших из каждого забега смогла продвинуться вперёд. Борзов в итоге завоевал золотую медаль за 20 секунд ровно, Ларри Блэк из Соединённых Штатов завоевал серебряную медаль, а бронзовую медаль завоевал Пьетро Меннеа из Италии.
| Спортсмен       | Дисциплина           | Забег     | Забег | Четвертьфинал | Четвертьфинал | Полуфинал | Полуфинал | Финал     | Финал     |
| Спортсмен       | Дисциплина           | Результат | Место | Результат     | Место         | Результат | Место     | Результат | Место     |
| --------------- | -------------------- | --------- | ----- | ------------- | ------------- | --------- | --------- | --------- | --------- |
| Мотсапи Моороси | 100 метров (мужчины) | 10,74     | 6     | Не прошёл     | Не прошёл     | Не прошёл | Не прошёл | Не прошёл | Не прошёл |
| Мотсапи Моороси | 200 метров (мужчины) | 21,15     | 4     | 20,90         | 5             | Не прошёл | Не прошёл | Не прошёл | Не прошёл |